# Sinus Asperitatis
Il Sinus Asperitatis è una struttura geologica della superficie della Luna.